# Бийский филиал имени В. М. Шукшина Алтайского государственного педагогического университета
Би́йский филиа́л и́мени В. М. Шукшина́ Алта́йского госуда́рственного педагоги́ческого университе́та — обособленное структурное подразделение федерального государственного бюджетного образовательного учреждения высшего образования «Алтайский государственный педагогический университет», расположенное в городе Бийске Алтайского края.

## История
В 1939 году на базе Бийского педагогического техникума был открыт Бийский учительский институт, который в 1953 году был преобразован в педагогический. В 2000 году вуз получил статус университета, а в 2001 году ему было присвоено имя В. М. Шукшина.
Согласно приказу Минобрнауки от 29 марта 2010 года Бийский педагогический государственный университет имени В. М. Шукшина переименован в Алтайскую государственную академию образования имени В. М. Шукшина.
Приказом Министерства образования и науки Российской Федерации от 29 октября 2015 года № 1269 АГАО имени В. М. Шукшина переименована в федеральное государственное образовательное учреждение высшего образования «Алтайский государственный гуманитарно-педагогический университет имени В. М. Шукшина». О восстановлении университетского статуса вуза было сообщено в средствах массовой информации в декабре того же года.
Университет был назван в честь Василия Макаровича Шукшина — известного кинорежиссёра, актера, сценариста, выдающегося писателя, Лауреата Ленинской и Государственных премий. Жизнь Василия Макаровича была тесно связана и с Бийском, и с бийским педагогическим институтом. Первый музей В. М. Шукшина был открыт в вузе в 1976 году при всенародной поддержке: люди несли экспонаты, связанные с жизнью Шукшина, делились воспоминаниями о встречах с ним. Позже всё было передано в открывшийся в Сростках музей, с которым вуз продолжил сотрудничество по разным направлениям. На историко-филологическом отделении Бийского педагогического института были начаты исследования творчества В. М. Шукшина. Одной из фундаментальных работ стал 3-х томный словарь языка рассказов Василия Макаровича Шукшина Т. Ф. Байрамовой и В. П. Никишаевой, изданный в 2002—2005 гг. Объёмная хроника жизни и творчества Шукшина создана Л. И. Муравинской. Всю свою научную деятельность посвятила писателю О. С. Овчинникова. 
Исследования творчества Шукшина интенсивно продолжаются в вузе и сегодня. Помимо научных работ, реализуются университетские студенческие проекты, посвящённые творчеству писателя, которые охватывают филологические, исторические и художественно-исполнительские направления. В 2017 году при поддержке Минобрнауки России был реализован Шукшинский научно-образовательный проект «Я пришел дать Вам волю…». В университете заработал студенческий театр, инсценировавший рассказ «Мастер» на английском языке, студенческое переводческое бюро «Синоним», в котором ребята занимаются переводом рассказов Василия Макаровича на английский и немецкий языки. В 2019 году прошла масштабная Международная научная конференция «Сибирская ментальность как объект гуманитарных исследований», на которой собрались ученые из разных стран мира, посвятившие себя изучению творчества Василия Макаровича Шукшина. 
В настоящее время изучение литературного творчества Василия Макаровича Шукшина и лингвистических особенностей жанра деревенской прозы развивается в рамках научно-исследовательской работы студентов института гуманитарного образования под руководством коллектива кафедры русского языка и литературы и кафедры иностранных языков Университета Шукшина. На протяжении многих лет тематика курсовых и выпускных квалификационных проектов студентов включает в себя проблемные аспекты его творчества, актуализирует воспитательный контекст его произведений. Тематика студенческих работ затрагивает язык прозы Шукшина, мифопоэтический и экзистенциальный пласт рассказов Шукшина, место прозы Шукшина в школьном литературоведческом анализе, образ ребенка в произведениях Шукшина. Университет Шукшина открыт к международному сотрудничеству в рамках научных исследований и проектов, посвящённых Василию Макаровичу Шукшину, деревенской прозе, истории и этнографии Сибири и Алтая. Ежегодно студенты, интересующиеся творчеством Шукшина, знакомятся с его малой родиной, с Национальным музеем-заповедником, принимают участие в мероприятиях музея.
Университет развивался в качестве одного из ведущих гуманитарных и педагогических вузов России. В рейтинге «Ranking Web of Universities» университет занимал 294 место из 1042 вузов России (входя в «ТОП-300» вузов РФ). В 2021 году на базе Алтайского государственного гуманитарно-педагогического университета им. В. М. Шукшина создан Педагогический технопарк «Кванториум», который носит имя русского педагога, писателя, основоположника научной педагогики в России — Константина Дмитриевича Ушинского.
15 мая 2024 года в соответствии с приказом Министерства просвещения Российской Федерации от 16 января 2024 года № 14 университет реорганизован в Бийский филиал им. В. М. Шукшина федерального государственного бюджетного образовательного учреждения высшего образования «Алтайский государственный педагогический университет».

## Институты
- Институт гуманитарного образования
- Институт естественных наук и профессионального образования
- Институт педагогики и психологии

## Интересные факты
В 1921—1930 годы в Бийском рабочем университете (сегодня его здание является одним из корпусов Института естественных наук и профессионального образования Бийского филиала ФГБОУ ВО «АлтГПУ») читал лекции по механизации зернохранения известный советский ученый Юрий Васильевич Кондратюк.
Фридрих Вильгельмович Лунгерсгаузен — первый профессор Бийского учительского института, геолог, кандидат геолого-минералогических наук.